# Jonathan Potts
Jonathan Potts (ur. 17 lipca 1961 w Toronto) – kanadyjski aktor filmowy, telewizyjny i głosowy.

## Wybrana filmografia
| Rok  | Tytuł                                    | Rola                  | Uwagi        |
| ---- | ---------------------------------------- | --------------------- | ------------ |
| 1989 | Kapitan N                                | Link                  | Rola głosowa |
| 1990 | The Adventures of Super Mario Brothers 3 | ?                     | Rola głosowa |
| 1995 | Gdy zapada noc                           | Lotniarz#1            |              |
| 2000 | Szkoła uwodzenia 2                       | Steve Muller          |              |
| 2001 | Jason X                                  | Profesor Brandon Lowe |              |
| 2007 | Pana Magorium cudowne emporium           | Doktor Dunn           |              |
| 2010 | Diabeł                                   | Wayne Kazan           |              |
| 2011 | Dom snów                                 | Tony Ferguson         |              |
| 2016 | Rafcio Śrubka                            | Oficer Carl           | Rola głosowa |